# Сольмс-Браунфельс
Сольмс-Браунфельс нем. Solms-Braunfels — свободное имперское графство, позднее — княжество Священной Римской империи, существовавшее с 1258 по 1806 гг. Располагалось в пределах нынешней федеральной земли Гессен.

## История
Было выделено из графства Сольмс, управлялось домом Сольмс, стало княжеством в 1742 г. при Фридрихе Вильгельме. Сольмс-Браунфельс становился объектом выделения: в 1325 г. — Сольмс-Оттенштейн; в 1409 г. — Сольмс-Лих, в 1592 г. — Сольмс-Грейфенштайн  и Сольмс-Хунген.
В 1806 г. было медиатизировано и разделено между Австрией, Гессеном, Пруссией и Вюртембергом. После длительных переговоров в 1828 году было создано княжеское правительство Зольмс-Браунфельс как субправительство в Королевстве Пруссия.
Полным титулом регента главной линии Зольмс-Браунфельс был Его Светлость принц Зольмс-Браунфельс, граф Грайфенштайн, Лихтенштейн и Хунген, Текленбург, Крихинген, Линген, сеньор Мунценберг, Реда, Вильденфельс, Зонневальде, Пюттлинген, Дортвейлер и Бокур.